# Obořiště
Obořiště är en ort i Tjeckien.   Den ligger i regionen Mellersta Böhmen, i den centrala delen av landet, 40 km söder om huvudstaden Prag. Obořiště ligger 383 meter över havet och antalet invånare är 574.
Terrängen runt Obořiště är platt åt sydost, men åt nordväst är den kuperad. Obořiště ligger nere i en dal. Runt Obořiště är det ganska glesbefolkat, med 42 invånare per kvadratkilometer. Närmaste större samhälle är Příbram, 11,7 km sydväst om Obořiště. I omgivningarna runt Obořiště växer i huvudsak blandskog.